# Tongod (distrito)
Tongod é um distrito do Peru, departamento de Cajamarca, localizada na província de San Miguel.

## Transporte
O distrito de Tongod é servido pela seguinte rodovia:
- CA-102, que liga a cidade de Santa Cruz <ao distrito de Catilluc [1][2][3]